# Hundstalkogel
Le Hundstalkogel est une montagne qui s’élève à 3 080 m d’altitude dans les Alpes de l'Ötztal, en Autriche.